# Справа «васильківських терористів»
Справа «Васильківських терористів» — скандальний судовий процес по звинуваченню групи соціал-націоналістів у підготовці теракту в день 20-ї річниці незалежності України. Після процесу розпочнеться серія сфабрикованих справ та провокацій проти членів СНА та «Патріоту України», які закінчаться арештами багатьох членів соціал-націоналістичного руху. Після цієї справи почнеться перехід СНА у автономну підпільну діяльність, яка завершиться 24 лютого 2014 року звільненням усіх в'язнів режиму Януковича.

## Перший арешт
22 серпня 2011 року близько 12 години співробітники СБУ увірвалися до офісу комунального підприємство КП «Васильківський комбінат комунальних послуг», де працювали двоє активістів Організації «Патріот України». В приміщенні було проведено обшук і вилучені понад 2 десятка CD-дисків, ряд листівок Організації, комп'ютери та саморобний вибуховий пристрій.
Одна з вилучених листівок стосувалася демонтажу пам'ятника Леніну в м. Борисполі, який провадили члени Організації і наприкінці якої було розміщено погрозу фізичної розправи над президентом України В.Ф Януковичем. Своє відношення до даної листівки і вилученого вибухового пристрою соціал-націоналісти заперечили, заявивши, що вони були підкинуті самими співробітниками СБУ. В цей час до приміщення прибули член виконкому СНА та депутат Васильківської міської ради Сергій Бевз та співзасновник спортивного товариства «Соловей» ім. Романа Шухевича Віталій Зателепа. Всі четверо соціал-націоналістів були заарештовані.
О 20:00 того ж дня був заарештований командир Васильківського осередку Організації «Патріот України» Володимир Шпара.
Всю ніч тривали допити соціал-націоналістів, на які не були допущені навіть адвокати. У своїх подальших заявах допитувані стверджували, що під час цих допитів до них застосовувалися засоби фізичного і психологічного впливу.
О 06:00 наступного дня, 23 серпня, всіх 5 соціал-націоналістів випустили на свободу, не висунувши жодних звинувачень.

## Прес-конференція
23 серпня 2011 року у приміщенні УНІАН пройшла конференція активістів соціал-націоналістичного руху щодо обшуку і арештів 22 серпня 2011 р. У конференції взяли участь:
- Член виконкому СНА, Ідеологічний референт Організації «Патріот України» Олег Однороженко
- Член виконкому СНА, депутат Васильківської міської ради Ігор Мосійчук
- Член виконкому СНА, депутат Васильківської міської ради Сергій Бевз
- Командир Васильківського осередку Організації «Патріот України» Володимир Шпара
- координатор Комітету визволення політв'язнів Микола Коханівський
- адвокат В'ячеслав Мартинюк.

На прес-конференції була оголошена офіційна позиція СНА та Організації «Патріот України».
Керівництво організацій вважає дії СБУ тиском на громадську організацію і розцінює як політичні репресії. Було заявлено про фізичний і психологічний тиск на соціал-націоналістів під час допитів, було оголошено про численні порушення під час арештів, обшуку і допитів (недопущення адвокатів, порушення правил вилучення вибухового пристрою, відсутність евакуації людей з місця можливого вибуху).
Після прес-конференція у ЗМІ за даною справою закріпилася назва справи «васильківських терористів».

## Другий арешт
Ввечері 23 серпня 2011 року були заарештовані 8 соціал-націоналістів:
- 2 членів виконкому СНА, депутатів Васильківської міської ради (Ігор Мосійчук та Сергій Бевз);
- 4 членів Васильківського осередку Організації «Патріот України» з його командиром включно (Володимир Шпара, Олексій Чернега, Максим Бондаренко, Юрій Бойко);
- співзасновник спортивного товариство «Соловей» ім. Романа Шухевича Віталій Зателепа
- лідер Васильківського фан-клубу футбольних вболівальників Віктор Пухтій[3].

Трохи пізніше був затриманий також юрист Васильківської міської ради Олександр Крикунов.
Вночі з 23 на 24 серпня 2011 року вдома у заарештованих були проведені обшуки, під час яких співробітниками СБУ у І.Мосійчука були вилучені 8 бойових патронів від пістолета, а у В.Шпари — пістолет, тротилова шашка та пакетик з невідомим білим порошком. Обидва соціал-націоналісти заявили про свою непричетність до вилучених речей. На обшук до квартири С.Бевза прибув цілий ряд журналістів та громадських активістів, у нього вилучили газовий балончик та «ніж, схожий на холодну зброю».

## Обрання запобіжного заходу і реакція громадськості
26 серпня 2011 року у Солом'янському районному суді м. Києва відбулося засідання по обранню запобіжного заходу щодо затриманих соціал-націоналістів. Не зважаючи на заяви про готовність взяття на поруки від 3 народних депутатів (Андрія Парубія, Андрія Павловського та Івана Зайця), всього складу Васильківської міської ради і Васильківського міського голови Сергія Іващенка, Ігор Мосійчук, Сергій Бевз та Володимир Шпара отримали по 2 місяці утримання під вартою.
Олександр Крикунов, який вийшов на підписку про невиїзд, одразу ж показав журналістам сліди від побоїв і був заарештований повторно. І випущений пізніше тільки після відмови від заяв про побиття.
Щодо Олексія Чернеги та Віталія Зателепи не було прийнято жодних рішень, їх статус так і залишився незрозумілим. Інших соціал-націоналістів було оголошено свідками.
У той же день, 26 серпня 2011 року Головний Провідник СНА і Командир Організації «Патріот України» Андрій Білецький оголосив вимоги Організації до СБУ:
1. Звільнити з-під варти затриманих та покарати осіб, винних у фальсифікації справи проти них.
2. Принесення СБУ вибачень за відвертий наклеп.
3. З'ясувати і покарати замовників репресій.
Під цими вимогами активістами Організації «Патріот України» були проведені пікети перед управліннями СБУ у Києві, Львові, Житомирі, Івано-Франківську, Запоріжжі. Після цих акцій затримують і лідера СНА та організації «Патріот України» — Андрія Білецького.
У Луцьку командир місцевого осередку з 2 бійцями були безпідставно затримані під стінами місцевого СБУ, де вимоги в них були вилучені і з невідомих причин знищені співробітниками СБУ.
У Луганську командира місцевого осередку було затримано начебто за якісь минулі правопорушення.
У Харкові, де місцеве СБУ було закидане димовими шашками та яйцями, працівники СБУ вийти і прийняти вимоги не наважилися — документ залишили на дверях СБУ.
31 серпня 2011 року пікет з аналогічними вимогами був проведений біля Адміністрації Президента України, будівля якої також була закидана димовими шашками.
У мережі інтернет розпочалося масоване розповсюдження пам'ятки патріотів в часи репресій та цілої низки плакатів на підтримку затриманих. Журналіст і блогер Олена Білозерська зняла короткометражний фільм на підтримку «васильківських терористів».
Але не зважаючи на всі протести громадськості Солом'янський районний суд м. Києва ще двічі (18 жовтня та 16 грудня) подовжував для «васильківських терористів» термін перебування за ґратами.

## Спроби тиску на підсудних і свідків
2 вересня 2011 року нещодавно затриманий і визнаний свідком у справі «васильківських терористів» Олексій Чернега у відеозверненні оприлюднив своє відкрите звернення до президента Віктора Януковича. У зверненні він заявив про те, що після затримання 23 серпня його допитували 4 доби без перерви у Київському обласному управлінні СБУ, не даючи спати і їсти, змушуючи дати неправдиві свідчення на Володимира Шпару, Сергія Бевза та Ігоря Мосійчука. В ніч з 26 на 27 серпня О.Чернегу силою змусили підписати згоду на негласну співпрацю СБУ і лист до голови СБУ, в якому повідомлялося про добровільність цієї згоди і незастосування методів фізичного впливу. У зв'язку з вищезазначеними фактами О.Чернега повідомив, що від всіх своїх попередніх свідчень відмовляється і для запобігання подальшого тиску змушений буде переховуватися.
Від своїх попередніх показів відмовився ще один свідок — Юрій Бойко, який про це написав відповідну заяву до Генеральної прокуратури. Після цього оперуповноважений СБУ Дмитро Єрмакович призначив йому неформальну зустріч, на якій обурювався відмовою Бойка від попередніх свідчень, хоча й сам визнав факт фізичного і психологічного тиску на свідків, а також сфальсифікованість справи взагалі. Цю зустріч було таємно відзнято, а згодом оприлюднено журналістами каналу TVI (на судовому засіданні 19 березня 2012 року суд розгляне це як спосіб тиску каналу на слідство.
9 лютого 2012 року від своїх свідчень відмовився ще один свідок — Максим Бондаренко, який також звернувся з відповідною заявою до Генеральної прокуратури.
У процесі слідства Володимиру Шпарі було запропоновано визнати свою причетність до знайденого у нього вдома під час обшуку пакетику з невідомим білим порошком, у противному його дружині будуть інкримінувати зберігання наркотиків. В.Шпара відмовився від цієї пропозиції і через адвокатів домігся її оприлюднення у ЗМІ.

## Судовий процес
4 січня 2012 року у Києво-Святошинському районному суді розпочався розгляд по суті справи «васильківських терористів». Ігоря Мосійчука, Сергія Бевза та Володимира Шпару звинувачують у підготовці до теракту, публічних закликах до повалення конституційного ладу насильницьким шляхом, незаконному поводженні зі зброєю та вибуховими речовинами.
23 січня 2012, напередодні чергового судового засідання була вчинена спроба несанкціонованого вивозу «васильківських терористів» за межі Лук'янівського СІЗО, але завдяки розголосу у пресі, яку встигли повідомити звинувачені, ця спроба не вдалася.
У наступних судових засіданнях 24 січня, 10 лютого, 28 лютого, 19 березня був оголошений обвинувальний висновок у справі, допитані підсудні та розпочато допит свідків.
За словами екс-майор УДО Миколи Мельниченка, Мосійчук, Бевз та Шпара були причетні до фальсифікацій місцевих виборів 2010 року у Василькові. Мельниченко вважає, що СБУ порушила кримінальну справу проти них саме для того, аби вони не змогли дати свідчень у прокуратурі на губернатора Київської області та генерала-лейтенанта СБУ Анатолія Присяжнюка, замовника фальсифікацій.
10 січня 2014 року суддя Києво-Святошинського суду м. Київ Юрій Бурбела засудив обвинувачуваних Володимира Шпару, Ігоря Мосійчука та Сергія Бевза до 6 років ув'язнення. Після оголошення вироку в приміщенні суду та під його будівлею на вулиці почалися масові сутички прихильників засуджених з працівниками підрозділів міліції «Грифон» та «Беркут». Після жорстокої реакції працівників міліції мітинг перемістився до Святошинського РВВС на пр. Перемоги, 109, де також відбулися сутички протестувальників з бійцями спецпідроздіу міліції «Беркут», в яких поряд з кількома протестувальниками постраждав та був шпиталізований Юрій Луценко.
 Прокуратура Києва відкрила кримінальне провадження за фактами хуліганства, незаконного втручання у діяльність суду, опору працівникам міліції та перевищення службових повноважень бійцями спецпідрозділу «Беркут».
12 січня 2014 року у ЗМІ з'явилися повідомлення про шпиталізацію судді Ю. Бурбели, що виносив вирок, до однієї зі столичних клінік через нібито гострий серцевий біль та підвищений кров'яний тиск. Цього ж дня державний обвинувач у справі «васильківських терористів» заявив про намір прокуратури оскаржити «занадто м'який» вирок.
24 лютого 2014 року після змін у державній владі, що знаменували перемогу Євромайдану, Андрій Білецький, Володимир Шпара, Ігор Мосійчук, Олег Однороженко та Сергій Бевз були звільнені з-під варти під підписку про невиїзд.
27 лютого 2014 року Верховна Рада 277 голосами прийнявши закон № 4271 «Про застосування амністії в Україні» (щодо повної реабілітації політичних в'язнів), який було внесено 25 лютого депутатами О. Ляшком, А. Кінахом, Р. Романюком та В. Литвиним. амністувала усіх засуджених поряд із цілою низкою інших в'язнів.
13 лютого 2015 року Колегія суддів Апеляційного суду Київської області зняла з Володимира Шпари, Ігоря Мосійчука та Сергія Бевза звинувачення у тероризмі. Справа була закрита за відсутністю складу злочину; матеріали досудового слідства та суду першої інстанції були передані до прокуратури Київської області для визначення винних.

## Про затриманих

### Бевз Сергій Васильович
Сергій Бевз народився 10 лютого 1983 року у м. Київ[джерело?]. У 2005 році він закінчив Київський національний економічний університет імені Вадима Гетьмана[джерело?] за спеціальністю «Фінансовий менеджмент». З 2006 р. є членом Організації «Патріот України», де отримав псевдо «Сполох»[джерело?]. У 2006—2010 році був командиром Київського осередку Організації «Патріот України»[джерело?].
У 2010 році був обраний депутатом до Васильківської міської ради та став членом комісії Васильківської міської ради з питань культури, молоді, спорту, соціального захисту, охорони здоров'я, материнства і дитинства, яка домоглася закриття гральних закладів, нічних клубів, де торгували наркотиками, проведення рейду містом на нелегальних громадян[джерело?]. У 2011 році він став членом Виконавчого комітету Соціал-Національної Асамблеї[джерело?]. З 20 серпня 2011 року по 24 лютого 2014 року перебував у СІЗО за політичні переконання. З літа 2014 року проходив службу у БПСМОП «Київ-2».
З березня 2015 року проходив службу у Полку «АЗОВ» (Окремий загін спеціального призначення «Азов» вісімнадцятого полку оперативного призначення імені князя Дмитра Вишневецького Національної гвардії України). З серпня 2016 року по січень 2019 року — заступник командира полку «АЗОВ». З січня 2019 року член Політичної партії «Національний корпус».

### Шпара Володимир Миколайович
Володимир Шпара народився 4 жовтня 1983 р. в м.Черкаси[джерело?]. Навчався у Національному університеті державної податкової служби України[джерело?].
З 2006 р. є членом Організації «Патріот України», де отримав псевдо «Гуманіст», і протягом 2006—2011 років був заступником командира Київського осередку Організації «Патріот України»[джерело?].
У 2007 р. затримувався міліцією за організацію розгону «російського маршу» у Києві[джерело?]. Був одним з організаторів розгонів всіх столичних «конопляних маршів». 18 жовтня 2008 р. брав участь у спробі прориву націоналістів на Хрещатик для розгону комуністичної демонстрації і за опір міліції 5 діб утримувався у Київському ІТТ[джерело?].
Після виборів 2010 р. став помічником депутата Васильківської міської ради. У 2011 р. Володимир Шпара став командиром Васильківського осередку Організації «Патріот України»[джерело?].

## Питання щодо можливих фальсифікацій у справі
Протягом слідства та судового розгляду адвокати підсудних та представники СНА оприлюднили цілу низку аргументів щодо безпідставності існування самої справи та фактів її фальсифікації:
- пам'ятник Леніну в м. Бориспіль Київської області, який начебто намагалися підірвати «васильківські терористи», був задовго до того демонтований місцевою владою[38]
- саморобний вибуховий пристрій, вилучений за місцем роботи одного з «васильківських терористів», був призначений для ураження живої сили противника, а не для підриву пам'ятника[39]
- під час вилучення вибухового пристрою, незважаючи на вимоги безпеки люди з приміщення евакуйовані не були, а експерт-вибухотехнік вилучав пристрій не за допомогою спеціальної техніки і захисного костюму, а руками у гумових рукавичках[39]
- протягом слідства три свідки відмовилися від своїх свідчень і заявили про вибиття з них свідчень силою[9]
- у матеріалах, начебто вилучених у «васильківських терористів», містяться оперативні дані про діяльність Організації «Патріот України» у Василькові (зрозуміло, що звинувачені не могли робити самі на себе досьє) та паспортні картки з УЖКГ м. Українки на двох вболівальників ФК «Арсенал» (які до справи «васильківських терористів» не мають жодного відношення, але очевидно є об'єктами оперативної розробки СБУ)[40]
- до справи долучено запис телефонної розмови Володимира Шпари з невідомим, у якій невідомий намагається схилити командира Васильківського «Патріоту» до підривів пам'ятників Леніну, але той з цим категорично не погоджується[41]